# Forth Banks Power Station
Die Forth Banks Power Station war ein 1890 in Betrieb genommenes Kohlekraftwerk in der Innenstadt von Newcastle upon Tyne, North East England. Das Kraftwerk wurde in einer aufgelassenen Fabrik eingerichtet und war weltweit das erste Kraftwerk, welches mit Turbosätzen, einer festen Kombination von einer Dampfturbine mit einem elektrischen Generator, ausgestattet war.
Das Kraftwerk war weiters das erste öffentliche Kraftwerk in England und wurde von der Newcastle and District Electric Lighting Company betrieben. Zu der Zeit waren öffentliche Kraftwerke ungewöhnlich, da Fabriken über eigene Kraftzentralen verfügten.

## Anlage
Das ursprüngliche Kraftwerk bei Inbetriebnahme bestand aus zwei Turbosätzen mit einer Leistung von je 75 kW. Die im Turbosatz verwendete Dampfturbine war eine Parsons-Turbine, gebaut von der C. A. Parsons and Company. Der Erfinder und Firmengründer Charles Parsons gilt auch als Erfinder des Turbosatzes. Die elektrischen Generatoren stammen ebenfalls von Parsons Firma, und waren als einphasige Wechselstromgeneratoren mit einer Frequenz von 80 Hz, einer Polpaarzahl von 1 und einer Generatorspannung von 1 kV ausgeführt.
Im Jahr 1892 wurden Rohrbündelwärmeübertrager zur Steigerung der Effizienz eingebaut. In den Folgejahren wurden die Turbosätze ausgetauscht und in der Anzahl erweitert, so dass im letzten Betriebsjahr 1907 in Summe drei Turbosätze zu je 500 kW und sechs Turbosätze mit 150 kW, mit einer installierten Leistung von 2,4 MW, in Betrieb waren. Weiters wurden Economiser eingebaut, um die Abwärme des Kraftwerks besser nutzen zu können.
Da die Kraftwerksanlage im Eröffnungsjahr in eine schon bestehende und damals ungenutzte Fabrikshalle eingebaut wurde, welche baulich nur ungenügend für den Kraftwerksbetrieb geeignet war, wurde das Kraftwerk im Jahr 1907 durch die nahegelegene Close Power Station ersetzt.